# FNaF World
Five Nights at Freddy's World (скор. FNaF World) — рольова інді-відеогра, створена Скоттом Коутоном. Випущена 21 січня 2016 року, проте відеогра вийшла без значної частини ігрового процесу та з великою кількістю багів. 8 лютого було перезапущено оновлену версію гри. Відеогра стала першим спін-оффом серії відеоігор Five Nights at Freddy's.

## Сюжет
Дії розгортаються в країні Аніматроніка, де живуть головні герої. З допомогою гравця вони мають перемогти незваних гостей, які почали знищувати їхні околиці. На шляху у них стоять монстри — Авто-Чипер, Стрибун, Хлопчик з бровами, Поркпатч, Бубба і Охоронна система.
Сюжет і кінцівка залежить від дій гравця. При проходженні можна знайти моменти, в яких игра перетворюється на загадкову, а інколи й страшну бродилку. Таких моментів у грі багато, їх можна знайти, запустивши ланцюг певних подій. Гравцю доводиться навести лад у країні, знайти об'єкти з недоліками й знешкодити їх, перейшовши до альтернативного виміру, а також зібрати усі байти і чипи.
Після завершення кожного рівня гравець має перемогти боса. У першій кінцівці, з якою гравець може зіткнутися в звичайному режимі складності, треба перемогти Сову, яка приведе вас до червоного намету. Там треба або продовжити гру і піти далі, або переграти її в жорсткому режимі.
Після третього рівня герой має пройти через чотири тунелі між вимірами, в кінці яких потрапить до червоного світу четвертого рівня. На сьомому, найскладнішому рівні, треба подолати Чарівну веселку Чіки.

## Ігровий процес
Гравець має створити власну команду, використовуючи персонажів із всесвіту FNaF. По дорозі він зустрічатиме ворогів, із якими потрібно треба вступати у двобій. Гра має два режими — Adventure (укр. «Пригоди») і Fixed Party (укр. «Зафіксована команда»).
В Adventure-режимі гравець має можливість змінювати склад команд під час гри. На початку гри гравець може створити команду тільки з персонажів FNaF (крім Золотого Фредді і Ендо-01) і FNaF 2 (тільки іграшкові аніматроніки, причому без Балун Боя, JJ і Маріонетки). У Fixed Party вибору для створення команди більше (крім вищезазначених можна взяти в команду Балун Боя, JJ, будь-якого з фантомів і Пошкодженого Бонні), але потім неможливо змінювати склад команди до самого кінця гри. Іноді, відразу після перемоги над ворогами або втечі від них, з'являється повідомлення «A New Challenger Has Appeared», після чого починається битва з випадковим потенційним персонажем. У разі перемоги він приєднається до команди.

### Персонажі
Як персонажів Скотт Коутон використовував аніматроніків з усієї серії ігор Five Nights at Freddy's, а починаючи з Другого масштабного оновлення — деяких персонажів з його попередніх ігор.
| FNaF                          | FNaF 2                              | FNaF 3                                 | FNaF 4                                | FNaF 4: Haloween edition          | Інші персонажі                    |
| ----------------------------- | ----------------------------------- | -------------------------------------- | ------------------------------------- | --------------------------------- | --------------------------------- |
| Фреді (Freddy)                | Іграшковий Фреді (Toy Freddy)       | Фантом Фреді (Phantom Freddy)          | Жахливий Фреді (Nightmare Freddy)     | Жахливий Балун Бой (Nightmare BB) | Віртуальний Фреді (Virtua-Freddy) |
| Боні (Bonnie)                 | Іграшковий Боні (Toy Bonnie)        | Спрингтрап (Springtrap)                | Жахливий Боні (Nightmare Bonnie)      | Джек-О-Боні (Jack-O-Bonnie)       | СпрінгБоні (SpringBonnie)         |
| Чіка (Chica)                  | Іграшкова Чіка (Toy Chica)          | Фантом Чіки (Phantom Chica)            | Жахлива Чіка (Nightmare Chica)        | Джек-О-Чіка (Jack-О-Chica)        | Дитина що плаче (Crying Child)    |
| Фоксі (Foxy)                  | Мангл (Mangle)                      | Фантом Фоксі (Phantom Foxy)            | Жахливий Фоксі (Nightmare Foxy)       | Жахмаріонетка (Nightmarionne)     | Веселий Фоксі (Funtime Foxy)      |
| Золотий Фреді (Golden Freddy) | Балун Бой (Balloon Boy)             | Фантом Балун Боя (Phantom Balloon Boy) | Жахливий Фредбер (Nightmare Fredbear) | Плюштрап (Plushtrap)              | Фредбер (Fredbear)                |
| Ендо-01 (Endo-01)             | Маріонетка (Marionette)             | Фантом Мангл (Phantom Mangle)          | Жах (Nightmare)                       |                                   | Фіолетовий чоловік (Purpleguy)    |
|                               | Покалічений Фреді (Withered Freddy) | Фантом Маріонетки (Phantom Marionette) | Плюштрап (Plushtrap)                  |                                   | Кавоварка (Coffee)                |
|                               | Покалічений Боні (Withered Bonnie)  |                                        |                                       |                                   | Містер Чипер (Mr. Chipper)        |
|                               | Покалічена Чіка (Withered Chica)    |                                        |                                       |                                   | Animdude                          |
|                               | Покалічений Фоксі (Withered Foxy)   |                                        |                                       |                                   |                                   |
|                               | Ендо-02 (Endo-02)                   |                                        |                                       |                                   |                                   |
|                               | Джей-Джей (JJ)                      |                                        |                                       |                                   |                                   |
|                               | Тінь Фреді (Shadow Freddy)          |                                        |                                       |                                   |                                   |
|                               | Тінь Боні (Shadow Bonnie)           |                                        |                                       |                                   |                                   |
|                               | Паперові друзі (Paperpals)          |                                        |                                       |                                   |                                   |

## Розробка
FNaF World була вперше анонсована 15 вересня 2015 року в сервісі цифрової дистрибуції Steam Скоттом Коутоном, розробником гри. Відеогра, попри те, що мала вийти 22 січня 2016 року, за невідомих обставин, вийшла днем раніше — 21 січня.
8 лютого 2016 року FNaF World була перевипущена на сервісі GameJolt як безкоштовна відеогра, отримавши при цьому оновлення, яке розширило ігровий світ та додало пару нових можливостей.
13 травня 2016 року відеогра отримала друге за рахунком значне оновлення, яке додало нових персонажів та нову мапу.
В січні 2017 року, Скотт розвіяв чутки про ймовірний випуск так званого «Update 3» («Оновлення № 3»), повідомивши в Steam, що ніяких оновлень до відеогри надалі не планується, оскільки він залишився незадоволеним процесом розробки FNaF World, під час якого було допущено кілька проблемних, на його думку, помилок, а для поліпшення відеогри доведеться переробляти її з самого початку.
FNaF World була прибрана зі Steam (ще в перші дні, після виходу) та Android.

## Популярність
FNaF World була неоднозначно сприйнята критиками та шанувальниками серії. Маркіплаєр заявив, що вирішив не грати у FNaF World. Журнал The Escapist високо оцінив гру, написавши, що «це ретро-пародія на JRPG, яка зараз здається незавершеною, але неухильно покращується, коли з'являються патчі», зрештою давши їй 3 із 5 зірок. Зрештою, гра не досягла рівня успіху, як інші ігри серії.